# Fontenay-Trésigny
Fontenay-Trésigny és un municipi francès, situat al departament de Sena i Marne i a la regió de Illa de França. L'any 2007 tenia 5.015 habitants.
Forma part del cantó de Fontenay-Trésigny, del districte de Provins i de la Comunitat de comunes de Val Briard.

## Demografia

### Població
El 2007 la població de fet de Fontenay-Trésigny era de 5.015 persones. Hi havia 1.883 famílies, de les quals 478 eren unipersonals (229 homes vivint sols i 249 dones vivint soles), 476 parelles sense fills, 763 parelles amb fills i 166 famílies monoparentals amb fills.
La població ha evolucionat segons el següent gràfic:
Habitants censats

### Habitatges
El 2007 hi havia 2.038 habitatges, 1.926 eren l'habitatge principal de la família, 25 eren segones residències i 88 estaven desocupats. 1.390 eren cases i 631 eren apartaments. Dels 1.926 habitatges principals, 1.234 estaven ocupats pels seus propietaris, 654 estaven llogats i ocupats pels llogaters i 38 estaven cedits a títol gratuït; 67 tenien una cambra, 201 en tenien dues, 367 en tenien tres, 495 en tenien quatre i 795 en tenien cinc o més. 1.416 habitatges disposaven pel capbaix d'una plaça de pàrquing. A 868 habitatges hi havia un automòbil i a 825 n'hi havia dos o més.

### Piràmide de població
La piràmide de població per edats i sexe el 2009 era:
| Homes | Edats   | Dones |
| ----- | ------- | ----- |
| 4     | 95 o +  | 8     |
| 4     | 90 a 94 | 16    |
| 8     | 85 a 89 | 56    |
| 12    | 80 a 84 | 48    |
| 44    | 75 a 79 | 60    |
| 68    | 70 a 74 | 64    |
| 96    | 65 a 69 | 76    |
| 96    | 60 a 64 | 96    |
| 96    | 55 a 59 | 88    |
| 176   | 50 a 54 | 204   |
| 184   | 45 a 49 | 172   |
| 164   | 40 a 44 | 168   |
| 168   | 35 a 39 | 196   |
| 192   | 30 a 34 | 156   |
| 136   | 25 a 29 | 152   |
| 148   | 20 a 24 | 96    |
| 224   | 15 a 19 | 236   |
| 216   | 10 a 14 | 156   |
| 132   | 5 a 9   | 160   |
| 116   | 0 a 4   | 100   |

## Economia
El 2007 la població en edat de treballar era de 3.335 persones, 2.556 eren actives i 779 eren inactives. De les 2.556 persones actives 2.389 estaven ocupades (1.271 homes i 1.118 dones) i 166 estaven aturades (78 homes i 88 dones). De les 779 persones inactives 282 estaven jubilades, 306 estaven estudiant i 191 estaven classificades com a «altres inactius».

### Ingressos
El 2009 a Fontenay-Trésigny hi havia 1.939 unitats fiscals que integraven 5.114 persones, la mediana anual d'ingressos fiscals per persona era de 20.485 €.

### Activitats econòmiques
Dels 285 establiments que hi havia el 2007, 5 eren d'empreses alimentàries, 6 d'empreses de fabricació de material elèctric, 15 d'empreses de fabricació d'altres productes industrials, 39 d'empreses de construcció, 68 d'empreses de comerç i reparació d'automòbils, 14 d'empreses de transport, 16 d'empreses d'hostatgeria i restauració, 7 d'empreses d'informació i comunicació, 7 d'empreses financeres, 12 d'empreses immobiliàries, 45 d'empreses de serveis, 38 d'entitats de l'administració pública i 13 d'empreses classificades com a «altres activitats de serveis».
Dels 77 establiments de servei als particulars que hi havia el 2009, 1 era una oficina de correu, 2 oficines bancàries, 1 funerària, 12 tallers de reparació d'automòbils i de material agrícola, 2 tallers d'inspecció tècnica de vehicles, 3 autoescoles, 6 paletes, 1 guixaire pintor, 6 fusteries, 7 lampisteries, 8 electricistes, 3 empreses de construcció, 4 perruqueries, 2 veterinaris, 1 agència de treball temporal, 8 restaurants, 6 agències immobiliàries, 2 tintoreries i 2 salons de bellesa.
Dels 18 establiments comercials que hi havia el 2009, 2 eren supermercats, 1 una botiga de més de 120 m², 2 fleques, 2 carnisseries, 1 una peixateria, 3 botigues de roba, 1 una botiga de roba, 1 una sabateria, 1 una botiga de mobles, 1 una botiga de material de revestiment de parets i terra, 2 joieries i 1 una joieria.
L'any 2000 a Fontenay-Trésigny hi havia 12 explotacions agrícoles que ocupaven un total de 1.053 hectàrees.

## Equipaments sanitaris i escolars
El 2009 hi havia 1 centre de salut, 2 farmàcies i 1 ambulància.
El 2009 hi havia 2 escoles maternals i 2 escoles elementals. Fontenay-Trésigny disposava d'un col·legi d'educació secundària amb 359 alumnes.

## Poblacions més properes
El següent diagrama mostra les poblacions més properes.